# Borsa de Tunis
La Borsa de Valors Mobiliaris de Tunis o, senzillament, la Borsa de Tunis (àrab: بورصة تونس, Būrṣat Tūnis; francès: Bourse de Tunis) és l'única borsa de valors de Tunísia. La seva seu es troba a la ciutat de Tunis. Va ser fundada el 1969 i actualment opera amb 80 companyies.
Va ser fundada el 1969 a través de la llei 69-13 de 28 de febrer, que en regula les activitats. Amb tot, abans d'aquesta data existien altres institucions financeres com les cambres de compensació (1937-1945), substituïdes el 1945 per l'Oficina Tunisiana de Cotització de Valors Mobiliaris, que va subsistir fins a 1970. El 1995 va passar a ser una societat limitada per un total de 23 corredors de borsa.
Des de la seva creació, ha estat cabdal en la política econòmica tunisiana, i ha actuat com a actor financer afavorint les privatitzacions, l'estalvi domèstic i la inversió estrangera. La borsa és controlada pel Consell Financer de Mercat, una institució estatal, que s'encarrega del bon funcionament de la borsa i els mercats, de les estadístiques financeres i les sancions. El govern va proporcionar facilitats fiscals per augmentar el nombre de companyies operants, però poques empreses es van sumar a la iniciativa.